# Frunze Dovlatian
Frunze Vaghinaki Dovlatian (în armeană Ֆրունզե Վաղինակի Դովլաթյան; n. 26 mai 1927, Gavaṙ, Republica Sovietică Federală Socialistă Transcaucaziană, URSS – d. 30 august 1997, Erevan, Armenia) a fost un regizor de film și actor armean. A fost artist al poporului URSS (1983).

## Biografie
Frunze Dovlatian s-a născut la 26 mai (după alte surse - 27 mai) 1927 în  Novo-Baiazete, Republica Sovietică Socialistă Armenească (acum Gavar, Armenia). În perioada 1941 - 1952, a fost actor de teatru înainte de a deveni regizor de film. Unul dintre principalii regizori armeni, Frunze Dovlatian, a început din 1941 ca actor în teatrele provinciale armene și apoi în Teatrul Dramatic Gabriel Sundukian din Erevan, unde a fost distins cu premiul Stalin (care era premiul major al acelui moment) pentru rolul lui Hrair în piesa "Aceste stele sunt ale noastre", versiunea rusă Эти Звезды Наши.
În 1959 a absolvit Departamentul de Regie a VGIK Moscova (clasa de masterat a lui S. Gerasimov) (în rusă Всероссийский государственный университет кинематографии имени С.А.Герасимова). 
În 1959 - 1964 a lucrat la Studioul Central pentru Filme Documentare (în rusă Центральная студия документальных фильмов, la Studioul de Film M. Gorky, Mosfilm. Din 1963 - a lucrat ca regizor de film la Armenfilm.
În 1981 - 1997 a fost șeful Departamentului de Cultură al Institutului Pedagogic de la Erevan (acum Universitatea Pedagogică de Stat Armeană Haceatur Abovian).
Cel mai bine cunoscut film al său este Barev, yes em - Բարև, ես եմ (care a primit Premiul de Stat al Armeniei în 1967). A mai primit Premiul de Stat al Armeniei în 1971 pentru filmul Frații Saroian.
A fost șeful studioului Armenfilm în anii 1980. 
A fost membru al Partidului Comunist al Uniunii Sovietice din 1951. În perioada 1989 - 1991 a fost deputat în Congresul Suprem al Uniunii Sovietice (în rusă Съезд народных депутатов СССР).
Frunze Dovlatian a murit la Erevan la vârsta de șaptezeci de ani. A fost îngropat în Erevan la cimitirul Tokhmah.

## Filmografie
Ca actor:
- 1943 - Դավիթ Բեկ - Давид-Бек - David Bek - nepotul lui Melik Mansur
- 1947 - Անահիտ - Анаит  - Dragoste și ură - Vachagan
- 1959 - Ինչու է աղմկում գետը - О чём шумит река - Ce este cu zgomotul fluviului? - Armen Manukyan
- 1960 - Յաշա Տոպորկով - Яша Топорков - Iașa Toporkov
- 1965 - Բարև, ես եմ - Здравствуй, это я - Bună, eu sunt! - Zaryan
- 1968 - Սարոյան եղբայրներ - Братья Сарояны - Frații Saroian - Hayk Saroyan
- 1977 - Поклонись наступившему дню - Plecați ziua următoare
- 1986 - Օտար խաղեր - Чужие игры - Jocuri străine - Aslanyan
- 1994 - Լաբիրինթոս - Лабиринт  - Labirintul - Abel.

Ca regizor și scenarist:
- 1958 - Ո՞վ է մեղավոր - Кто виноват? - A cui e vina? (scurtmetraj) - regizat împreună cu L. S. Mirscki
- 1961 - Карьера Димы Горина - Cariera lui Dima Gorin - regizat împreună cu L. S. Mirscki
- 1963 - Утренние поезда - Trenurile dimineții - regizat împreună cu L. S. Mirscki
- 1965 - Здравствуй, это я - Bună, eu sunt! - regizor
- 1972 - Երևանյան օրերի խրոնիկա - Хроника ереванских дней - Cronica Zilelor din Erevan - regizor , scenarist
- 1976 - Рождение  - Naștere - regizor
- 1979 - Живите долго - Live Long - regizor , scenarist
- 1982 - Крик павлина - Cry of a Peacock - co-scenarist
- 1986 - Одинокая орешина  - regizor , scenarist
- 1990 - Тоска  - Tosca - regizor .

Ca director artistic:
- 1968 - Братья Сарояны - Frații Saroian